# 马里扬·茹热伊
马里扬·茹热伊（1934年2月8日—2011年12月18日），克罗地亚男子水球运动员。他曾代表南斯拉夫国家队参加1956年和1960年夏季奥林匹克运动会水球比赛，获得一枚银牌。